# كارتر ستانلي
كارتر ستانلي (بالإنجليزية: Carter Stanley)‏ هو مغن مؤلف وعازف قيثارة أمريكي، ولد في 27 أغسطس 1925 في مقاطعة ديكينسون في الولايات المتحدة، وتوفي في 1 ديسمبر 1966 في بريستول في الولايات المتحدة بسبب مرض الكبد.

## وصلات خارجية
- كارتر ستانلي على موقع الموسوعة البريطانية (الإنجليزية)
- كارتر ستانلي على موقع ميوزك برينز (الإنجليزية)
- كارتر ستانلي على موقع ديسكوغز (الإنجليزية)